# Список танків за роками
У цій статті перераховані всі танки світу.

## Перша світова війна (1914—1918)
| №  | Країна            | Назва                    | Роки випуску | К-сть випущених одиниць | Класифікація   | Участь в бойових діях                    |
| -- | ----------------- | ------------------------ | ------------ | ----------------------- | -------------- | ---------------------------------------- |
| 1  | Велика Британія   | Little Willie            | 1915         | 1                       | прототип танка | не брав                                  |
| 2  | Велика Британія   | Mark I                   | 1916         | 156                     | важкий танк    | Перша світова війна                      |
| 3  | Велика Британія   | Mark II                  | 1916         | 50                      | важкий танк    | Перша світова війна                      |
| 4  | Велика Британія   | Mark III                 | 1916         | 50                      | важкий танк    | Перша світова війна                      |
| 5  | Велика Британія   | Mark IV                  | 1916—1917    | 1220                    | важкий танк    | Перша світова війна                      |
| 6  | Велика Британія   | Mark V                   | 1917—1918    | 1242                    | важкий танк    | Перша світова війна                      |
| 7  | Велика Британія   | Mark VI                  | 1917         | 1                       | важкий танк    | не брав                                  |
| 8  | Велика Британія   | Mark VII                 | 1918         | 3                       | важкий танк    | не брав                                  |
| 9  | Велика Британія   | Mark VIII                | 1918—1920    | 125                     | важкий танк    | не брав                                  |
| 10 | Велика Британія   | Mark IX                  | 1917         | 34                      | важкий танк    | Перша світова війна                      |
| 11 | Велика Британія   | Mark A                   | 1917—1918    | 200                     | середній танк  | Перша світова війна                      |
| 12 | Велика Британія   | Mark B                   | 1918         | 102                     | середній танк  | Громадянська війна у Росії               |
| 13 | Велика Британія   | Mark C                   | 1918         | 50                      | середній танк  | Громадянська війна у Росії               |
| 14 | Німецька Імперія  | A7V                      | 1917—1918    | 20                      | прототип танка | Перша світова війна                      |
| 15 | Німецька Імперія  | K-Wagen                  | 1918         | 1                       | надважкий танк | не брав                                  |
| 16 | Німецька Імперія  | LK I                     | 1917         | 1                       | легкий танк    | не брав                                  |
| 17 | Німецька Імперія  | LK II                    | 1918         | 2                       | легкий танк    | не брав                                  |
| 18 | Франція           | Schneider CA1            | 1916—1921    | 400                     | прототип танка | Перша світова війна                      |
| 19 | Франція           | Saint-Chamond            | 1917—1918    | 400                     | прототип танка | Перша світова війна                      |
| 20 | Франція           | Renault FT               | 1917—1918    | 3694                    | легкий танк    | Перша світова війна, Друга світова війна |
| 21 | Франція           | Frot-Laffly landship     | 1915         | 1                       | прототип танка | не брав                                  |
| 22 | Франція           | Souain experiment        | 1915         | 1                       | прототип танка | не брав                                  |
| 23 | Франція           | Breton-Prétot machine    | 1915         | 1                       | прототип танка | не брав                                  |
| 24 | Франція           | Boirault machine         | 1915         | 1                       | прототип танка | не брав                                  |
| 25 | Франція           | Char 2C                  | 1917—1921    | 10                      | важкий танк    | не брав                                  |
| 26 | Італія            | Fiat 2000                | 1917         | 2                       | важкий танк    | не брав                                  |
| 27 | Російська імперія | Цар-танк                 | 1915         | 1                       | прототип танка | не брав                                  |
| 28 | Російська імперія | Танк Пороховщикова       | 1915         | 1                       | прототип танка | не брав                                  |
| 29 | США               | M1917                    | 1918         | 952                     | легкий танк    | не брав                                  |
| 30 | США               | M1918                    | 1918         | 15                      | легкий танк    | не брав                                  |
| 31 | США               | Holt Gas-Electric Tank   | 1918         | 1                       | прототип танка | не брав                                  |
| 32 | США               | Skeleton tank            | 1918         | 1                       | прототип танка | не брав                                  |
| 33 | США               | Steam tank               | 1918         | 1                       | прототип танка | не брав                                  |
| 34 | США               | Steam Wheel Tank         | 1918         | 1                       | прототип танка | не брав                                  |
| 35 | США               | Three-wheeled steam tank | 1918         | 1                       | прототип танка | не брав                                  |

## Міжвоєнний період (1919—1939)
| №    | Країна                | Назва                        | Роки випуску | К-сть випущених одиниць | Класифікація      | Участь в бойових діях                        |
| ---- | --------------------- | ---------------------------- | ------------ | ----------------------- | ----------------- | -------------------------------------------- |
| 1    | РРФСР                 | Руский рено                  | 1920—1921    | 15                      | легкий танк       | не брав                                      |
| 2    | СРСР                  | Т-17                         | 1928         | 1                       | танкетка          | не брав                                      |
| 3    | СРСР                  | Т-23                         | 1930         | 5                       | танкетка          | не брав                                      |
| 4    | СРСР                  | Т-27                         | 1931—1933    | 2540                    | танкетка          | Друга світова війна                          |
| 5    | СРСР                  | Т-37А                        | 1933—1936    | 1200                    | плаваючий танк    | Друга світова війна                          |
| 6    | СРСР                  | Т-38                         | 1936—1939    | 1340                    | плаваючий танк    | Друга світова війна                          |
| 7    | СРСР                  | Т-16                         | 1928         | 1                       | легкий танк       | не брав                                      |
| 8    | СРСР                  | Т-18                         | 1928—1931    | 959                     | легкий танк       | Друга світова війна                          |
| 9    | СРСР                  | Т-19                         | 1931         | 2                       | легкий танк       | не брав                                      |
| 10   | СРСР                  | Т-26                         | 1931—1941    | 10300                   | легкий танк       | Друга світова війна                          |
| 11   | СРСР                  | БТ-2                         | 1931—1933    | 620                     | легкий танк       | Друга світова війна                          |
| 12   | СРСР                  | БТ-5                         | 1933—1934    | 1836                    | легкий танк       | Друга світова війна                          |
| 13   | СРСР                  | БТ-7                         | 1935—1940    | 5328                    | легкий танк       | Друга світова війна                          |
| 14   | СРСР                  | БТ-7А                        | 1936—1938    | 155                     | легкий танк       | Друга світова війна                          |
| 15   | СРСР                  | Т-24                         | 1930—1931    | 25                      | середній танк     | не брав                                      |
| 16   | СРСР                  | Т-28                         | 1932—1941    | 503                     | середній танк     | Друга світова війна                          |
| 17   | СРСР                  | Т-29                         | 1934—1937    | 5                       | середній танк     | Друга світова війна                          |
| 18   | СРСР                  | Т-35                         | 1933—1938    | 61                      | важкий танк       | Друга світова війна                          |
| 19   | СРСР                  | Т-100                        | 1939         | 1                       | важкий танк       | не брав                                      |
| 20   | СРСР                  | СМК                          | 1939         | 1                       | важкий танк       | не брав                                      |
| 21   | СРСР                  | Т-41                         | 1932—1933    | 12                      | плаваючий танк    | не брав                                      |
| 22   | СРСР                  | Т-34 (малий)                 | 1931         | 2                       | малий танк        | не брав                                      |
| 23   | СРСР                  | Т-33                         | 1932—1933    | 4                       | плаваючий танк    | не брав                                      |
| 24   | СРСР                  | Т-111                        | 1938         | 1                       | середній танк     | не брав                                      |
| 25   | СРСР                  | Т-46                         | 1936—1937    | 4                       | легкий танк       | не брав                                      |
| 26   | СРСР                  | Т-26А                        | 1935         | 7                       | легкий танк       | не брав                                      |
| 27   | СРСР                  | КТ-26                        | 1932         | 1                       | легкий танк       | не брав                                      |
| 28   | СРСР                  | Т-21                         | 1932         | 17                      | танкетка          | Друга світова війна                          |
| 29   | СРСР                  | Т-25                         | 1930         | 1                       | танкетка          | не брав                                      |
| 30   | СРСР                  | ППГ                          | 1940         | 1                       | танкетка          | не брав                                      |
| 31   | СРСР                  | Т-12                         | 1930         | 1                       | середній танк     | не брав                                      |
| 32   | СРСР                  | ТГ                           | 1931         | 1                       | середній танк     | не брав                                      |
| 33   | СРСР                  | Д-4                          | 1931         | 1                       | середній танк     | не брав                                      |
| 34   | СРСР                  | Д-38                         | 1932         | 1                       | легкий танк       | не брав                                      |
| 35   | СРСР                  | РБТ-5                        | 1936         | 1                       | ракетний танк     | не брав                                      |
| 36   | СРСР                  | А-20                         | 1939         | 1                       | легкий танк       | не брав                                      |
| 37.1 | СРСР                  | А-32                         | 1939         | 1                       | середній танк     | не брав                                      |
| 37.2 | СРСР                  | БТ Циганова                  | 1946         | 3 (план)                | легкий танк       | не брав                                      |
| 38   | Польща                | 4ТР                          | 1936         | 12                      | легкий танк       | Друга світова війна                          |
| 39   | Польща                | 7ТР                          | 1935—1939    | 132                     | легкий танк       | Друга світова війна                          |
| 40   | Польща                | 9ТР                          | 1939         | 13                      | легкий танк       | Друга світова війна                          |
| 41   | Польща                | 10ТР                         | 1939         | 1                       | легкий танк       | не брав                                      |
| 42   | Польща                | 14ТР                         | 1939         | 1                       | середній танк     | не брав                                      |
| 43   | Польща                | WB-10                        | 1926         | 1                       | плаваючий танк    | не брав                                      |
| 44   | Польща                | PZInż 130                    | 1937—1939    | 2                       | плаваючий танк    | не брав                                      |
| 45   | Польща                | TKS                          | 1931—1939    | 575                     | танкетка          | Друга світова війна                          |
| 46   | Польща                | TKW                          | 1937         | 1                       | танкетка          | Друга світова війна                          |
| 47   | Чехословаччина        | LT vz.34                     | 1934—1935    | 51                      | малий танк        | Друга світова війна                          |
| 48   | Чехословаччина        | KH.50                        | 1923—1929    | 2                       | легкий танк       | не брав                                      |
| 49   | Чехословаччина        | KH.70                        | 1929         | 1                       | легкий танк       | не брав                                      |
| 50   | Чехословаччина        | S-II-b                       | 1937         | 1                       | легкий танк       | не брав                                      |
| 51   | Чехословаччина        | S-III                        | 1936—1937    | 2                       | легкий танк       | не брав                                      |
| 52   | Чехословаччина        | LT vz.35                     | 1936—1940    | 298                     | легкий танк       | Друга світова війна                          |
| 53   | Чехословаччина        | F-IV-H                       | 1937—1939    | 2                       | плаваючий танк    | не брав                                      |
| 54   | Чехословаччина        | LT vz.38                     | 1939—1942    | 1396                    | легкий танк       | Друга світова війна                          |
| 55   | Чехословаччина        | ŠET                          | 1938         | 1                       | легкий танк       | не брав                                      |
| 56   | Чехословаччина        | ST vz.39                     | 1938—1939    | 2                       | середній танк     | не брав                                      |
| 57   | Чехословаччина        | Tatra T-III                  | 1934—1936    | 2                       | середній танк     | не брав                                      |
| 58   | Чехословаччина        | SOT                          | 1939         | 1                       | середній танк     | не брав                                      |
| 59   | Чехословаччина        | MU-2                         | 1931         | 1                       | танкетка          | не брав                                      |
| 60   | Чехословаччина        | MU-4                         | 1934         | 1                       | танкетка          | не брав                                      |
| 61   | Чехословаччина        | MU-6                         | 1933         | 1                       | танкетка          | не брав                                      |
| 62   | Франція               | Char B1                      | 1935—1940    | 405                     | важкий танк       | Друга світова війна                          |
| 63   | Франція               | Hotchkiss H35                | 1936—1940    | 1200                    | легкий танк       | Друга світова війна                          |
| 64   | Франція               | Renault R35                  | 1936—1940    | 1630                    | легкий танк       | Друга світова війна                          |
| 65   | Франція               | SOMUA S35                    | 1935—1940    | 425                     | середній танк     | Друга світова війна                          |
| 66   | Франція               | Renault UE Chenillette       | 1932—1941    | 5168                    | танкетка          | Друга світова війна                          |
| 67   | Франція               | AMC 34                       | 1935         | 12                      | легкий танк       | Друга світова війна                          |
| 68   | Франція               | AMC 35                       | 1936—1939    | 200                     | легкий танк       | Друга світова війна                          |
| 69   | Франція               | Char D1                      | 1932—1935    | 160                     | легкий танк       | Друга світова війна                          |
| 70   | Франція               | Char D2                      | 1936—1940    | 100                     | легкий танк       | Друга світова війна                          |
| 71   | Франція               | Char G1                      | 1940         | 1                       | легкий танк       | не брав                                      |
| 72   | Франція               | FCM 36                       | 1938—1939    | 100                     | легкий танк       | Друга світова війна                          |
| 73   | Веймарська республіка | Leichttraktor                | 1930         | 4                       | легкий танк       | не брав                                      |
| 74   | Веймарська республіка | Grosstraktor                 | 1928—1930    | 6                       | середній танк     | не брав                                      |
| 75   | Третій Рейх           | Neubaufahrzeug               | 1934—1936    | 5                       | середній танк     | Друга світова війна                          |
| 76   | Третій Рейх           | Panzer I                     | 1934—1937    | 1493                    | легкий танк       | Друга світова війна                          |
| 77   | Третій Рейх           | Panzer II                    | 1935—1943    | 1856                    | легкий танк       | Друга світова війна                          |
| 78   | Третій Рейх           | SdKfz 265 Panzerbefehlswagen | 1938—1939    | 190                     | легкий танк       | Друга світова війна                          |
| 80   | Третій Рейх           | VK3001(H)                    | 1938—1941    | 4                       | середній танк     | не брав                                      |
| 81   | Італія                | Fiat 3000                    | 1921—1930    | 152                     | легкий танк       | Друга світова війна                          |
| 82   | Італія                | Carro CV3/33                 | 1933—1935    | 1400                    | танкетка          | Друга світова війна                          |
| 83   | Італія                | Carro CV3/35                 | 1935—1938    | 600                     | танкетка          | Друга світова війна                          |
| 84   | Італія                | Fiat M11/39                  | 1939         | 100                     | середній танк     | Друга світова війна                          |
| 85   | Японська імперія      | Type 94                      | 1935—1940    | 823                     | танкетка          | Друга світова війна                          |
| 86   | Японська імперія      | Type 92                      | 1932—1939    | 167                     | танкетка          | Друга світова війна                          |
| 87   | Японська імперія      | Type 97 Te-Ke                | 1936—1937    | 600                     | танкетка          | Друга світова війна                          |
| 88   | Японська імперія      | Type 95 Ha-Go                | 1936—1943    | 2300                    | легкий танк       | Друга світова війна                          |
| 89   | Японська імперія      | Type 89                      | 1929—1939    | 404                     | середній танк     | Друга світова війна                          |
| 90   | Японська імперія      | Type 97 Chi-Ha               | 1938—1943    | 2123                    | середній танк     | Друга світова війна                          |
| 91   | Японська імперія      | Type 95                      | 1934         | 4                       | важкий танк       | не брав                                      |
| 92   | Швеція                | Landsverk L-100              | 1934         | 1                       | малий танк        | не брав                                      |
| 93   | Швеція                | Landsverk L-120              | 1937         | 1                       | легкий танк       | не брав                                      |
| 94   | Швеція                | Strv m/37                    | 1938         | 48                      | малий танк        | не брав                                      |
| 95   | Швеція                | Strv fm/21                   | 1921         | 10                      | легкий танк       | не брав                                      |
| 96   | Швеція                | Landsverk L-5                | 1929         | 6                       | легкий танк       | не брав                                      |
| 97   | Швеція                | Strv m/31                    | 1930—1932    | 3                       | легкий танк       | не брав                                      |
| 98   | Швеція                | Landsverk L-30               | 1930         | 1                       | легкий танк       | не брав                                      |
| 99   | Швеція                | Landsverk L-60               | 1938—1939    | 5                       | легкий танк       | не брав                                      |
| 100  | Швеція                | Strv m/38                    | 1939—1944    | 216                     | легкий танк       | не брав                                      |
| 101  | Швеція                | Strv m/41                    | 1941—1943    | 220                     | легкий танк       | не брав                                      |
| 102  | США                   | T1 Cunningham                | 1927—1930    | 10                      | легкий танк       | не брав                                      |
| 103  | США                   | M2 (легкий)                  | 1935—1940    | 58                      | легкий танк       | не брав                                      |
| 104  | США                   | M1                           | 1935—1940    | 90                      | легкий танк       | не брав                                      |
| 105  | США                   | M1931                        | 1931         | 7                       | середній танк     | не брав                                      |
| 106  | США                   | M1 (середній)                | 1935—1936    | 19                      | середній танк     | не брав                                      |
| 107  | США                   | M2 (середній)                | 1939—1941    | 146                     | середній танк     | не брав                                      |
| 108  | Угорщина              | Straussler V-4               | 1938         | 4                       | легкий танк       | не брав                                      |
| 109  | Угорщина              | 38М Toldi                    | 1939—1944    | 202                     | легкий танк       | Друга світова війна                          |
| 110  | Велика Британія       | A1E1 «Independent»           | 1926         | 1                       | важкий танк       | не брав                                      |
| 111  | Велика Британія       | Mk I                         | 1937         | 125                     | крейсерський танк | Друга світова війна                          |
| 112  | Велика Британія       | Mk II                        | 1938—1940    | 175                     | крейсерський танк | Друга світова війна                          |
| 113  | Велика Британія       | Mk III                       | 1938—1939    | 65                      | крейсерський танк | Друга світова війна                          |
| 114  | Велика Британія       | Vickers Mk E                 | 1931—1939    | 153                     | піхотний танк     | Друга світова війна                          |
| 115  | Велика Британія       | Mk I «Matilda»               | 1937—1940    | 139                     | піхотний танк     | Друга світова війна                          |
| 116  | Велика Британія       | Vickers Medium Mark I        | 1923—1925    | 50                      | середній танк     | не брав                                      |
| 117  | Велика Британія       | Vickers Medium Mark II       | 1925—1934    | 118                     | середній танк     | не брав                                      |
| 118  | Велика Британія       | Vickers Medium Mark II       | 1929—1933    | 6                       | середній танк     | не брав                                      |
| 119  | Велика Британія       | Light Tank Mk VI             | 1926—1940    | 1682                    | легкий танк       | Друга світова війна, Арабо-ізраільська війна |
| 120  | Велика Британія       | Cruiser Mk I                 | 1938—1941    | 125                     | крейсерський танк | Друга світова війна                          |
| 121  | Велика Британія       | Cruiser Mk II                | 1938—1940    | 175                     | крейсерський танк | Друга світова війна                          |

## Друга світова війна (1939—1945)
| №  | Назва                                       | Роки випуску | Кількість | Класифікація      | Бойові дії          |
| -- | ------------------------------------------- | ------------ | --------- | ----------------- | ------------------- |
| 1  | Cruiser Mark IV                             | 1938-1939    | 655       | крейсерський танк | Друга Світова війна |
| 2  | Cruiser Mk VIII Cromwell                    | 1943-1945    | >647      | крейсерський танк | Друга Світова війна |
| 3  | Cruiser Tank Challenger (А30)               | 1943-1945    | 450       | крейсерський танк | Друга світова війна |
| 4  | Cruiser Tank Comet (АЗ4)                    | 1943         | 1186      | крейсерський танк | Друга світова війна |
| 5  | Cruiser Tank Mark V (А1З Мк III) Covenanter | 1940-1943    | 1171      | крейсерський танк | Друга Світова війна |
| 6  | Cruiser Tank Mark VI (А15) Crusader         | 1939-1940    | 5300      | крейсерський танк | Друга світова війна |
| 7  | Cruiser Tank Mark VII (А24) Cavalier        | 1942-1943    | 500       | крейсерський танк | Друга Світова війна |
| 8  | Cruiser Tank Mark VIII (A27L) Centaur       | 1942-1944    | 3134      | крейсерський танк | Друга світова війна |
| 9  | Infantry Tank (А43) Black Prince            | 1943         | 6         | піхотний танк     | не брав             |
| 10 | Infantry Tank Mark IV (A22) Churchill       | 1941-1945    | 5640      | піхотний танк     | Друга Світова війна |
| 11 | Light Tank Mark VII (А17) Tetrarch          | 1941-1942    | 180       | легкий танк       | Друга світова війна |
| 12 | Light Tank Mark VIII (А25) Harry Hopkins    | 1943-1945    | 99        | легкий танк       | Друга Світова війна |
| 13 | Matilda II                                  | 1937-1943    | 2987      | середній танк     | Друга світова війна |
| 14 | Valentine                                   | 1940-1944    | 8275      | піхотний танк     | Друга світова війна |
| 15 | Vickers-Carden-Loyd commercial light tank   | 1933-1940    | ~130      | легкий танк       | Друга світова війна |

| Назва                  | Роки випуску | Кількість | Класифікація                      | Бойові дії |
| ---------------------- | ------------ | --------- | --------------------------------- | --- |
| Т-30                   | 1945-1950    | 2         | важкий танк                       | не брав |
| M1 Combat car          | 1935-1940    | 148       | легкий танк                       | не брав |
| Heavy Tank M6          | 1943-1944    | 43        | важкий танк                       | не брав |
| M-2 Medium             | 1935-1940    | не відомо | легкий танк                       | Друга світова війна |
| M-3 Lee                | 1941-1942    | 6258      | середній танк                     | Друга світова війна |
| M-3 Stuart             | 1941-1945    | 23685     | легкий танк                       | Друга світова війна |
| M-4 Sherman            | 1942-1945    | 49234     | середній танк                     | Друга світова війна Громадянська війна у Греції Арабо-ізраїльська війна 48-49 Корейська війна,Суецька криза Шестиденна війна,Війна Судного дня, Громадянська війна в Лівані,Кубинська революція Індо-Пакистанські війни |
| M-7                    | 1941         | 7         | середній танк                     | не брав |
| M-10 Wolverine         | 1942-1943    | 6706      | винищувач танків                  | Друга світова війна |
| M-18 Hellcat           | 1942-1944    | 2507      | винищувач танків                  | Друга світова війна |
| M-22 Locust            | 1943-1944    | 830       | аеротранспортабельний легкий танк | Друга світова війна ,Арабо-ізрайльська війна |
| M-24 Chaffe            | 1944-1945    | 4731      | легкий танк                       | Перша індокитайська війна,Алжирська війна, війна у В'єтнамі,Третя індо-пакистанська війна |
| M-26 Pershing          | 1945         | 1438      | важкий танк                       | Друга світова війна,Корейська війна |
| Marmon-Herrington CTLS | не відомо    | 628       | легкий танк                       | Друга світова війна |
| MTLS-1G14              | 1941-1942    | 125       | середній танк                     | Друга світова війна |
| T-20                   | 1942-1943    | 17        | середній танк                     | не брав |

| Назва      | Роки випуску | Кількість                 | Класифікація            | Бойові дії                                                     |
| ---------- | ------------ | ------------------------- | ----------------------- | -------------------------------------------------------------- |
| А 44       | 1941         | 3 (проекти)               | середній танк           | не брав                                                        |
| ВЛ (танк)  | 1940         | не відомо                 | надважкий танк          | не брав                                                        |
| ІС 1       | 1941-1945    | 200                       | важкий танк             | Друга світова війна                                            |
| ІС 2       | 1943-1953    | 3475                      | важкий танк             | Друга світова війна                                            |
| ІС 3       | 1945-1946    | не відомо                 | важкий танк             | не брав                                                        |
| ІС 6       | 1944         | не відомо                 | важкий танк             | не брав                                                        |
| КВ 1       | 1942-1944    | 5219                      | важкий танк             | Рядянсько-фінська війна,друга світова війна                    |
| КВ-1К      | 1942         | 1                         | важкий танк             | не брав                                                        |
| КВ-1С      | 1940-1943    | не відомо                 | важкий танк             | Друга світова війна                                            |
| КВ-2       | 1940-1943    | 334                       | важкий танк             | Рядянсько-фінська війна,Друга світова війна                    |
| КВ-3       | 1941         | 1                         | важкий танк             | не брав                                                        |
| КВ-4       | 1941         | 0                         | важкий танк             | не брав                                                        |
| КВ-5       | 1941         | 0                         | надважкий танк          | не брав                                                        |
| КВ-8       | 1942-1943    | 102 (137-139 разом КВ-8С) | вогнеметний танк        | Друга світова війна                                            |
| КВ-9       | 1941         | 2                         | важкий танк             | не брав                                                        |
| КВ-12      | 1942         | 1                         | вогнеметний танк        | не брав                                                        |
| КВ-13      | 1942-1943    | 3                         | середній танк           | друга світова війна                                            |
| КВ-85      | 1940-1943    | 148                       | важкий танк             | Друга світова війна                                            |
| КВ-100     | 1943         | 1                         | важкий танк             | не брав                                                        |
| КВ-122     | 1944         | 1                         | важкий танк             | не брав                                                        |
| КВ-220     | 1941         | 1                         | важкий танк             | не брав                                                        |
| об'єкт 103 | 1940         | 0                         | важкий танк             | не брав                                                        |
| ОТ-34      | 1941-1945    | 1170                      | вогнеметний танк        | Друга світова війна                                            |
| РКГ        | 1940         | 1                         | танкетка                | не брав                                                        |
| СМК        | 1939         | 1                         | важкий танк             | не брав                                                        |
| Т-34       | 1940-1958    | 84070                     | середній танк           | Друга світова війна                                            |
| Т-34-57    | 1941-1943    | 50                        | середній танк           | Друга світова війна                                            |
| Т-34-85    | 1944-1958    | ~70-80 тис.               | середній танк           | Друга світова війна                                            |
| Т-34-100   | 1944         | <5                        | середній танк           | не брав                                                        |
| Т-34М      | 1941         | 0 (3 корпуса і 5 башт)    | середній танк           | не брав                                                        |
| Т-40       | 1939-1941    | 722                       | легкий плавучий танк    | Друга світова війна                                            |
| Т-43       | 1941-1945    | не відомо                 | середній танк           | Друга світова війна                                            |
| Т-50       | 1941-1942    | 75                        | легкий танк             | Друга світова війна                                            |
| Т-60       | 1941-1943    | 5920                      | легкий танк             | Друга світова війна                                            |
| Т-70       | 1941-1943    | 8231                      | легкий танк             | Друга світова війна                                            |
| Т-80       | 1942-1943    | 75-85                     | легкий танк             | Друга світова війна                                            |
| Т-100      | 1939         | 1                         | важкий танк             | не брав                                                        |
| Т-111      | 1938-1939    | не відомо                 | середній танк           | не брав                                                        |
| Т-150      | 1940         | 1                         | важкий танк             | не брав                                                        |
| ХТ-130     | 1936-1939    | 401                       | легкий вогнеметний танк | не брав                                                        |
| ХТ-134     | 1940         | 2                         | легкий вогнеметний танк | не брав                                                        |
| СУ-85      | 1943-1944    | 2414                      | САУ                     | Друга Світова війна                                            |
| СУ-100     | 1944-1956    | 4772-4976                 | САУ                     | Друга Світова війна                                            |
| СУ-152     | 1943         | 671                       | САУ                     | Друга Світова війна                                            |
| ІСУ-152    | 1943-1974    | 3242                      | САУ                     | Угорське Повстання Арабо-Ізраїльські війни Друга Світова війна |

| Назва                           | Роки випуску                              | Кількість          | Класифікація               | Бойові дії                                                     |
| ------------------------------- | ----------------------------------------- | ------------------ | -------------------------- | -------------------------------------------------------------- |
| Panzer VI (Tigr I)              | 1942-1944                                 | 1355               | важкий танк                | Друга світова війна                                            |
| Panzer VIII (Maus)              | 1942-1943                                 | 2 (1 незавершений) | надважкий танк             | не брав                                                        |
| Panzer 38 (t)                   | 1938-1942                                 | ~1400              | легкий танк                | Друга світова війна                                            |
| Panzer III (різних модифікацій) | 1939-1943                                 | 5063               | легко-середній танк        | Друга світова війна                                            |
| Landkreuzer P. 1000 «Ratte»     | 1942-1945                                 | 0                  | надважкий танк             | не брав                                                        |
| Landkreuzer P. 1500 Monster     | 1942-1943                                 | 0                  | надважкий танк             | не брав                                                        |
| Panzer 35 (t)                   | 1936-1938                                 | 434                | легкий танк                | Друга світова війна                                            |
| Panzer VI (B) (Tigr II)         | 1944-1945                                 | 489                | важкий танк                | Друга світова війна                                            |
| E-100                           | 1943-1944                                 | 1 (незавершений)   | надважкий танк             | не брав                                                        |
| Stug III                        | 1940-1945                                 | 9 408              | штурмова гармата           | Друга світова війна, Радянсько-Фінська війна, Шестиденна війна |
| Stug IV                         | 1943-1945                                 | 1170               | штурмова гармата           | Друга світова війна                                            |
| Panzer V                        | 1943-1945(Третій Рейх) 1944-1947(Франція) | 5976               | середній танк              | Друга світова війна                                            |
| VK 1602 Leopard                 | 1942                                      | 1                  | легкий танк                | не брав                                                        |
| Panzer II Aufs L "Luchs"        | 1943                                      | 104                | легкий розвідувальний танк | Друга світова війна                                            |
| Panzer IV (різних модифікацій)  | 1937-1945                                 | 8696               | середній танк              | Друга світова війна , Шестиденна війна                         |
| Panzer VII (Löwe)               | не відомо                                 | 0                  | важкий танк прориву        | не брав                                                        |
| Panzer VI (Tigr (P))            | 1942                                      | 5                  | Важкий танк                | Друга світова війна                                            |

## Холодна війна (1945—1991)
| Назва | Роки випуску | Кількість | Класифікація  | Бойові дії |
| ----- | ------------ | --------- | ------------- | --- |
| Т-44  | 1944-1947    | 1823      | Середній танк | не брав |
| Т-54  | 1945-1979    | 20375     | Середній танк | Корейська війна Арабо-Ізраїльські війни |
| Т-55  | 1958-1979    | 23600     | Середній танк | Шестиденна війна Берлінський Кризис Операція 'Дунай' Йордано-Палестинський-Сирійський конфлікт Третя Індо-Пакистанські війна Війна в В'єтнамі Арабо-Ізраїльська війна Конфлікт між Чадом і Лівією Єгипетсько-Лівійська війна Ефіопсько-Сомалійська війна Війна: Уганда-Танзанія Камподжо-В'єтнамський конфлікт Китайсько-В'єтнамська війна Громадянська війна в Анголі і т.д. |

## Сучасність (1991—сьогодні)
| №  | Країна          | Назва             | Роки випуску | К-сть випущених одиниць | Класифікація | Участь в бойових діях                     |
| -- | --------------- | ----------------- | ------------ | ----------------------- | ------------ | ----------------------------------------- |
| 1  | Україна         | Т-84              | 1994         | 1                       | ОБТ          | не брав                                   |
| 2  | Україна         | Т-84-120 «Ятаган» | 1999         | 1                       | ОБТ          | не брав                                   |
| 3  | Україна         | Т-64БМ «Булат»    | 2005—        | 76                      | ОБТ          | Війна на сході України                    |
| 4  | Україна         | Т-84У «Оплот»     | 1999—        | 12                      | ОБТ          | не брав                                   |
| 5  | Україна         | БМ «Оплот»        | 2010—        | 10                      | ОБТ          | не брав                                   |
| 6  | Україна         | Т-64Е             | 2010—        | 1                       | ОБТ          | не брав                                   |
| 7  | Росія           | Чорний Орел       | 1997         | 1                       | ОБТ          | не брав                                   |
| 8  | Росія           | Т-90              | 1992—        | 1667                    | ОБТ          | Перша чеченська війна, Дагестанська війна |
| 9  | Росія           | Об'єкт 195        | 2008—        | 2                       | ОБТ          | не брав                                   |
| 10 | Росія           | Об'єкт 292        | 1991         | 1                       | ОБТ          | не брав                                   |
| 11 | Румунія         | TR-85M1           | 1999—2009    | 56                      | ОБТ          | не брав                                   |
| 12 | Польща          | PT-91             | 1995—        | 250                     | ОБТ          | не брав                                   |
| 13 | Сербія          | M2001             | 2004         | 1                       | ОБТ          | не брав                                   |
| 14 | Хорватія        | М-95 Degman       | 1994         | 2                       | ОБТ          | не брав                                   |
| 15 | Хорватія        | M-84D             | 2009         | 78                      | ОБТ          | не брав                                   |
| 16 | Велика Британія | Challenger 2      | 1994—        | 400                     | ОБТ          | Іракська війна                            |

## Дивитись також
- Список танків за країнами